# پاپ گریگوری پنجم

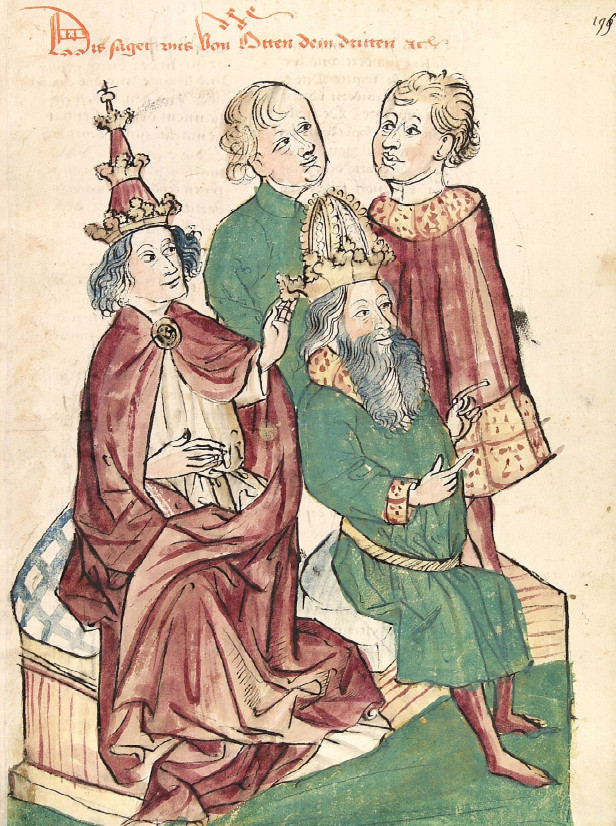
اتوی سوم و گریگوری پنجم

پاپ گریگوری پنجم (به انگلیسی: Gregory V) یکی از پاپ‌های کلیسای کاتولیک رم بود که از ۹۹۶ تا ۹۹۹ میلادی پاپ بود.